# Томино, Ёсиюки
Ёсиюки Томино (яп. 富野 由悠季 Томино Ёсиюки, род. 5 ноября 1941) — режиссёр аниме, автор текстов песен, сценарист и писатель. Известен как создатель франшизы Gundam. Принципиальное отличие Gundam от предыдущих сериалов в жанре меха заключалось в том, что в нём не было «необычной» техники, роботы не являлись научным чудом, они производились массово, и в них сражались все герои. Первый сериал франшизы, Mobile Suit Gundam (1979—1980), был сначала принят холодно, но с каждым годом его популярность росла, и в начале 1980-х годов он стал культовым. С этим сериалом связывают появление субкультуры отаку в Японии.

## Карьера
Томино родился в Одаваре, окончил университет Нихон Дайгаку (факультет искусства). В школе читал книги Рюноскэ Акутагавы и Мори Огай, которые оказали на него влияние как на режиссёра. Хотел работать в кино, но туда не брали новых сотрудников. Начал карьеру в 1963 году в компании Осаму Тэдзуки Mushi Production, где занимался раскадровкой и написанием сценария для аниме-сериала Astro Boy. Позже стал одним из ключевых сотрудников студии Sunrise. В 1970—1990-х годах Томино был режиссёром многочисленных аниме. Получил несколько премий, в том числе «Лучшего режиссёра» на Tokyo International Anime Fair в 2006 году (за Mobile Suit Zeta Gundam: A New Translation I — Heirs To The Stars). Дважды сериалы Томино получали премию Anime Grand Prix журнала Animage.
Использует несколько псевдонимов, например, Минами Аса (яп. 阿佐 みなみ Аса Минами) и Минору Ёкитани (яп. 斧谷 稔 Ёкитани Минору) для сценариев и раскадровки, а также Рин Иоги (яп. 井荻 麟 Иоги Рин), когда является автором текста песен.
После выхода сериала Invincible Super Man Zambot 3 за Томино закрепилось прозвище «Убей их всех». Себя он позиционирует именно как режиссёр, а не аниматор. В Gundam Томино хотел сделать сражения и меха реалистичными, поэтому мобильный доспех по длине почти соответствовал истребителю, кроме того, рассматривалась конструкция одноместного автомобиля. От злодеев-инопланетян, типичных для сериалов про роботов, которых дети лучше понимали, было решено отказаться, чтобы рассказать о войне между людьми.
В 2019 году получил благодарность Агентства по делам культуры. В 2021 году был признан деятелем японской культуры за достижения в развитии анимации. По его словам, сотрудник министерства заранее позвонил и сказал: «Не отказывайтесь». Томино считает, что званию способствовали два фактора: Гандам в Иокогаме и выставка «Мир Ёсиюки Томино» с 2019 года, которую он не организовывал.

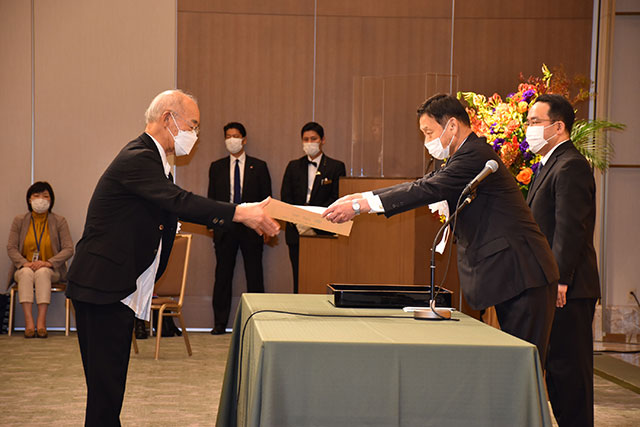
Томино на церемонии присвоения звания деятеля японской культуры 4 ноября 2021 года

В 2022 году награждён за заслуги перед родным городом. Насчёт этого Томино прокомментировал: «Я человек, сбежавший из Одавары» и «ненавижу Одавару». Тэрухико Мория, мэр города, заявил, что гордится достижениями земляка и даже возможно создание «Мемориального зала Томино». В 2022 году он также был удостоен культурной премии Канагава. В 2024 году подписано соглашение о сотрудничестве с Одаварой.
Что касается долголетия и популярности франшизы Gundam, с точки зрения режиссёра, причина в главном спонсоре — производителе игрушек Bandai, который расширяется и распространяет продукцию по всему миру. Гандам — робот, а это означает «бизнес с детьми». Люди до конца жизни придерживаются тех вещей, что они усвоили со школы. Поскольку клиенты — дети, аниме и манга могут продаваться даже после того, как те вырастут. Оглядываясь на прошлое, он сказал: «Я чувствую себя побеждённым из-за Гандама». Bandai Namco Group, полностью перейдя в цифровой формат, стала похожа на производственную систему Диснея. Томино считает, что у создателей должна быть творческая свобода. По поводу компьютерных игр заявил: «… это зло. Прежде всего, они не поддерживают нашу повседневную жизнь и лишь потребляют энергию. Продажа сотен миллионов бесполезных машин несомненно вредит экологии».
Последнюю свою работу Reconguista in G, не понимаемую фанатами и критиками, Томино не относит к Гандаму (истории войны), рассматривая тему «что нам делать, чтобы человечество не вымерло?».
В 2021 году он заявил сотрудникам TV Asahi: «Шоу гигантских роботов для детей, но пока я жив и могу создавать новые работы, я сокрушу „Истребитель демонов“ и „Евангелион“. Если бы я не думал так амбициозно, то не стал бы делать аниме для телевидения после 80 лет». В 2024 году в ответ на получение фильмом «Мальчик и птица» премии «Оскар» Томино призвал следующее поколение художников «усердно работать, чтобы раздавить Миядзаки». В 2025 году в интервью NHK, приуроченном к 80-летию окончания Второй мировой войны, Томино оценил текущее состояние франшизы: «Когда вы говорите: „Мне нравится Gundam“, на ум приходят, конечно же, слова: „Битвы мобильных доспехов — это круто“. Суть не в этом. Совсем нет». Говоря о современных создателях, он был менее резок: «Сегодня мои более молодые коллеги снимают серию Gundam, а у меня нет ощущения, что у них есть опыт войны». Когда американская авиация бомбила его родной город, «я всё смотрел на гору батареек. Я понял, что это военная продукция. Легко сказать „война“, но промышленность неразрывно связана с ней. Поэтому нужны поставки. Без них война невозможна». Режиссёр не уверен, сможет ли передать это новому поколению, которое не жило во время боевых действий. По поводу будущих проектов Томино высказался без подробностей: «Война на Украине длится уже три года, а конфликт в Израиле — 30—40 лет. Думаю, что мы не очень хорошо понимаем эти вещи. Поэтому вопрос в том, сможет ли человечество остановить подобное социальное поведение».
На персональной выставке были представлены материалы планируемого фильма «Химико Ямато». Но создатель не уверен, сможет ли он работать до 85 лет из-за проблем со здоровьем. Сценарий не готов, а отдавать это другим людям Томино не собирается.

## Фильмография
- Astro Boy (1963 — сценарист, раскадровка)
- Wandering Sun (1971 — раскадровка)
- Triton of the Sea (1972 — режиссёр)
- Neo-Human Casshern (1973 — раскадровка)
- La Seine no Hoshi (1975 — режиссёр)
- Brave Raideen (1975 — режиссёр)
- Super Electromagnetic Machine Voltes V (1977 — продюсер)
- Invincible Super Man Zambot 3 (1977 — режиссёр, автор сценария)
- Invincible Steel Man Daitarn 3 (1978 — режиссёр, автор сценария)
- Mobile Suit Gundam (1979—1980 — режиссёр, автор сценария)
- Space Runaway Ideon (1980 — режиссёр, автор сценария)
- Mobile Suit Gundam: The Movie (1981 — режиссёр, автор сценария)
- Mobile Suit Gundam II: Soldiers of Sorrow (1982 — режиссёр, автор сценария)
- Mobile Suit Gundam III: Encounters in Space (1982 — режиссёр, автор сценария)
- The Ideon: A Contact (1982 — режиссёр, автор сценария)
- The Ideon: Be Invoked (1982 — режиссёр, автор сценария)
- Combat Mecha Xabungle (1982 — режиссёр, автор сценария)
- Aura Battler Dunbine (1983 — режиссёр, автор сценария)
- Xabungle Graffiti (1983 — режиссёр, автор сценария)
- Heavy Metal L-Gaim (1984 — режиссёр)
- Mobile Suit Zeta Gundam (1985—1986 — режиссёр, автор сценария)
- Mobile Suit Gundam ZZ (1986—1987 — режиссёр, автор сценария)
- Mobile Suit Gundam: Char's Counterattack (1988 — режиссёр, автор сценария)
- Mobile Suit Gundam F91 (1991 — режиссёр, автор сценария)
- Mobile Suit Victory Gundam (1993 — режиссёр, автор сценария)
- Garzey's Wing (1996 — режиссёр, автор сценария)
- Brain Powered (1998 — режиссёр, автор сценария)
- Turn A Gundam (1999—2000 — режиссёр, автор сценария)
- Overman King Gainer (2002 — режиссёр)
- The Wings of Rean (2005 — режиссёр, автор сценария)
- Mobile Suit Zeta Gundam: A New Translation I — Heirs To The Stars (2005 — режиссёр, автор сценария)
- Mobile Suit Zeta Gundam: A New Translation II — Lovers (2005 — режиссёр, автор сценария)
- Mobile Suit Zeta Gundam: A New Translation III — Love is the Pulse of the Stars (2006 — режиссёр, автор сценария)
- Ring of Gundam (2009 — режиссёр, автор сценария)
- Gundam Reconguista in G (2014 — режиссёр, автор сценария)